# The Early Show
The CBS Early Show was een ochtendprogramma dat werd uitgezonden op de Amerikaanse televisiezender CBS. Het werd gepresenteerd door verschillende presentatoren en uitgezonden vanuit het CBS Broadcast Centre in New York. Het programma werd van maandag tot en met zaterdag uitgezonden van 7:00 tot 9:00 EST.
Op 15 november 2011 maakte CBS News bekend dat de Early Show zou worden beëindigd en vervangen door CBS This Morning, dat vanaf 9 januari 2012 werd uitgezonden

## Presentatoren maandag tot en met vrijdag

### Presentatoren
- Erica Hill (2011–2012)
- Chris Wragge (2011–2012)
- Jeff Glorr (2011–2012)
- Marysol Castro (2011–2012)

## Voormalige presentatoren maandag tot en met vrijdag

### Presentatoren
- Bryant Gumbel (1999–2002)
- Jane Clayson (1999–2002)
- Julie Chen (2002–2010)
- Harry Smith (2002–2010)
- Hannah Storm (2002–2007)
- Rene Syler (2002–2006)
- Maggie Rodriguez(2008–2010)

### Nieuwslezers
- Julie Chen (1999–2006)
- Russ Mitchell (2006–2010)
- Erica Hill (2010-2011)

### Weer
- Mark McEwen (1999–2002)
- Dave Price (2002–2010)

## Presentatieteam Zaterdag

### Presentatoren
- Rebecca Jarvis (2011–2012)
- Russ Mitchell (2011–2012)
- Betty Nguyen (2011–2012)
- Lonnie Quinn(2006-2012)

## Voormalige presentatoren Zaterdag

### Presentatoren
- Russ Mitchell (1997–2007)
- Susan Molinari (1997–1998)
- Dawn Stensland (1998–1999)
- Thalia Assuras (1999–2002)
- Gretchen Carlson (2002–2005)
- Tracy Smith (2005–2007)
- Maggie Rodriguez(2007–2008)
- Jeff Glor (2007)
- Chris Wragge (2007–2010)
- Erica Hill (2008–2010)

### Weer
- Ira Joe Fisher (1999–2006)